# Ciudad del Plata
Ciudad del Plata je město v Uruguayi. Leží v jižní části země v departementu San José. Při sčítání lidu v roce 2011 mělo město 31 145 obyvatel. Je vzdáleno přibližně 30 kilometrů západně od centra hlavního města Montevideo a tvoří tak součást metropolitní oblasti hlavního města. Leží na pobřeží Río de la Plata, od Montevidea ho odděluje řeka Santa Lucía, která tvoří jeho východní hranici.
Město bylo formálně založeno až v roce 2006. Původní název oblasti byl Rincón de la Bolsa. Nejednalo se však o obec s klasickou strukturou, ale o skupinu nezávislých usedlostí. K sjednocení těchto usedlostí do jednotné obce došlo z důvodu rozšiřování se hlavního města Montevideo, které leží hned vedle. V roce 2006 bylo zákonem prohlášeno formálně za město pod svým současným názvem. Bývalé usedlosti a menší osady se staly novými čtvrtěmi města.